# أولاد بوعامر (أولاد سيدي عيسى)
أولاد بوعامر هو دُوَّار يقع بجماعة سيدي عيسى، إقليم آسفي، جهة مراكش آسفي في المملكة المغربية. ينتمي الدوّار لمشيخة أولاد سيدي عيسى التي تضم 10 دواوير. يقدر عدد سكانه بـ 106 نسمة حسب الإحصاء الرسمي للسكان والسكنى لسنة 2004.

## روابط خارجية
- البوابة الوطنية للجماعات الترابية
- المندوبية السامية للتخطيط